# Hermann Witsius
Hermann Witsius (Herman Wits eller på Latin Hermannus Witsius; født 12. februar 1636, død 22. oktober 1708) var en nederlandsk teolog.

## Liv og gerning
Han blev født i Enkhuizen. Han studerede ved universitetet i Groningen, Leiden og Utrecht. Han blev ordineret af ministeriet og blev pastor for Westwoud i 1656 og derefter på Wormer, Goes og Leeuwarden. Han blev successivt professor i guddommelighed ved universitetet i Franeker i 1675 og ved Utrecht Universitet i 1680. I 1698 blev han udnævnt til universitetet i Leiden som efterfølger for den yngre Friedrich Spanheim. Han døde i Leiden.

## Teolog
Mens Witsius i sin teologi sigtede mod en forsoning mellem den da herskende ortodoksi og federalteologi (også kendt som føderalisme), var han først og fremmest en bibelsk teolog. Hans hovedområde var systematisk teologi. Hans hovedarbejde hedder Pagtens økonomi mellem Gud og mennesket (oprindeligt udgivet på latin: De oeconomia foederum Dei cum hominibus, Leeuwarden, 1677). Han blev induceret til at offentliggøre dette værk af hans sorg på kontroverserne mellem tilhængere af Gisbertus Voetius og Johannes Coccejus. Selv om han selv var medlem af den federalistiske skole, var han på ingen måde blind for værdien af kirkens skolelærte dogmatiske system. I sidste ende lykkedes det ham ikke til at glæde nogen af parterne.

## Forfatterskab
- The Economy of the Covenants between God and Man (oprindelig offentliggjort som De oeconomia foderum Dei cum hominibus (latin), Leeuwarden, 1677).
- Witsii, Hermanni (1739), De œconomia foederum Dei cum hominibus [The Economy of the Covenants between God & Man] (latin), vol. libri quatuor: Ex..., Archive.

Af andre arbejder fik han offentliggjort:
- Judaeus christianizans circa principia fidei et SS. Trinitatem (latin), Utrecht, 1661.
- Diatribe de septem epistolarum apocalypticarum sensu historico et prophetico (latin), Franeker, 1678.
- Exercitationes sacrae in symbolum quod apostolorum dicitur et in orationem Dominicam [Sacred dissertations on the symbol called the Apostles’ and in the Lord's Prayer] (latin), Franeker, 1681.
- Exercitationes sacræ in symbolum quod Apostolorum dicitur (latin), Archive, 1697, OL 23390157M
- Miscellanea sacra [Sacred miscellanea] (latin), Utrecht, 1692-1700, 2 vols.
- Witsii, Hermanni (1696), Aegyptiaca et Dekaphylon : sive, De Aegyptiacorum sacrorum cum Hebraicis collatione libri tres. Et de decem tribubus Israelis liber singularis. Accessit diatribe de legione fulminatrice christianorum, sub imperatore Marco Aurelio Antonino (latin), Archive, OL 23303262M
- ——— (1739), Meletemata leidensia: Quibus continentur praelectiones de vita et rebus gestis... (latin), Archive.
- ——— (1736), Quibus de prophetis & prophetia, de..., Miscellaneorum sacrorum (latin), vol. tomus primus, Archive.
- ——— (1736), Quibus de prophetis & prophetia, de..., Miscellaneorum sacrorum (latin), vol. tomus alter, Archive.

På engelsk foreligger:
- A Treatise on Christian Faith (London, 1761);
- An Essay on the Use and Abuse of Reason in Matters of Religion, Trans. John Carter, Norwich, 1795 (New Edition, CrossReach Publications, 2016)
- On the Character of a True Theologian (Edinburgh, 1877); and
- The Question: ‘Was Moses the Author of the Pentateuch?’ Answered in the Affirmative, Archive, 1877.
- Sacred dissertations on the Lord's Prayer, Archive, 1839; Translation of Exercitationes in Orationem Dominicam [Exercises on the Lord’s prayer] (latin)
- Sacred Dissertations: On what is Commonly Called the Apostles' Creed (Volume 1) (1823)
  - https://archive.org/details/sacreddissertat02witsgoog
  - https://archive.org/details/sacreddissertat00witsgoog
- Sacred Dissertations: On what is Commonly Called the Apostles' Creed (Volume 2) (1823)
  - https://archive.org/details/sacreddissertat01witsgoog
  - https://archive.org/details/sacreddissertat03witsgoog
- Conciliatory or irenical animadversions on the controversies agitated in Britain : under the unhappy names of antinomians and neonomians (1807)
- Witsius, Herman (1806), The restoration of the Jews, London.
- Witsius, Herman (1806), "Infant baptism", The stone laid before Joshua : the substance of a sermon, London: Archive